# Клафлін (Канзас)
Клафлін (англ. Claflin) — місто (англ. city) в США, в окрузі Бартон штату Канзас. Населення — 562 особи (2020).

## Географія
Клафлін розташований за координатами 38°31′28″ пн. ш. 98°32′13″ зх. д. / 38.52444° пн. ш. 98.53694° зх. д. (38.524377, -98.536980).  За даними Бюро перепису населення США в 2010 році місто мало площу 0,86 км², уся площа — суходіл.

## Демографія
Згідно з переписом 2010 року, у місті мешкало 645 осіб у 267 домогосподарствах у складі 175 родин. Густота населення становила 752 особи/км².  Було 299 помешкань (349/км²).
Расовий склад населення:
| - 96,9 % — білих - 0,3 % — корінних американців - 0,2 % — чорних або афроамериканців - 1,2 % — осіб інших рас |

До двох чи більше рас належало 1,4 %. Частка іспаномовних становила 3,6 % від усіх жителів.
За віковим діапазоном населення розподілялося таким чином: 23,6 % — особи молодші 18 років, 58,0 % — особи у віці 18—64 років, 18,4 % — особи у віці 65 років та старші. Медіана віку мешканця становила 42,6 року. На 100 осіб жіночої статі у місті припадало 94,3 чоловіків;  на 100 жінок у віці від 18 років та старших — 94,9 чоловіків також старших 18 років.
Середній дохід на одне домашнє господарство  становив 70 648 доларів США (медіана — 54 792), а середній дохід на одну сім'ю — 89 439 доларів (медіана — 70 795). За межею бідності перебувало 4,5 % осіб, у тому числі 0,0 % дітей у віці до 18 років та 14,9 % осіб у віці 65 років та старших.
Цивільне працевлаштоване населення становило 325 осіб. Основні галузі зайнятості: освіта, охорона здоров'я та соціальна допомога — 31,1 %, сільське господарство, лісництво, риболовля — 27,7 %, роздрібна торгівля — 7,4 %, науковці, спеціалісти, менеджери — 5,8 %.